# フレデリック・ゲドン
フレデリック・ゲドン（Frédéric Guesdon、1971年10月14日 - ）は、フランス、サン・メアン・ル・グラン出身の自転車競技（ロードレース）元選手、2012年4月8日のパリ〜ルーベ後に引退。

## 経歴
アマチュア時代、ブルターニュ地方のアマクラブ　サントル・ルイゾンボベに所属、94年にアマチュアのパリ～ルーべで2位になる。またツール・ド・フランスに過去8回出場し、内7回完走を果たしている。
1995年、ル・グルプマンと契約を結んでプロに転向するも、スポンサーの破産に伴い解散したため、同年、FFC＝L.C.P.F.に移籍。
1996年、ポルティに移籍。
1997年、現在所属するフランセーズ・デ・ジュー（現 FDJ・ビッグマット）に移籍。
- パリ〜ルーベを制覇した。

2000年
- ドーフィネ・リベレ 区間1勝(第1)

2002年
- ドーフィネ・リベレ 区間1勝(第5)

2006年
- パリ〜ツール 優勝

1995年のデビューから2012年の引退までにロンド・ファン・フラーンデレンに16度、パリ〜ルーベに17度出走している。その内、ロンドは出走した16度全てで完走を果たしている（パリ〜ルーベは完走14回、DNF2回、OTL1回）。
現在はグルパマ・FDJでアシスタント・スポーツディレクターを務めている。